# Dietrich von Hildebrand
Dietrich von Hildebrand (* 12. Oktober 1889 in Florenz; † 26. Januar 1977 in New Rochelle, New York) war ein deutscher katholischer Philosoph und Autor.

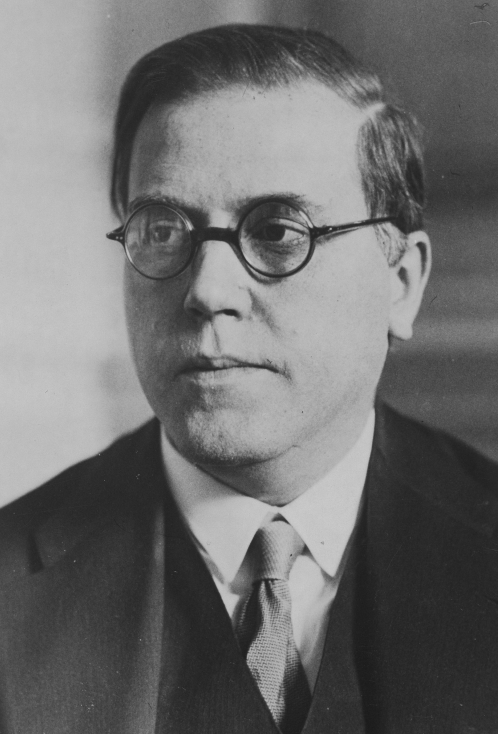
Aufnahme von Max Fenichel (1930er Jahre)

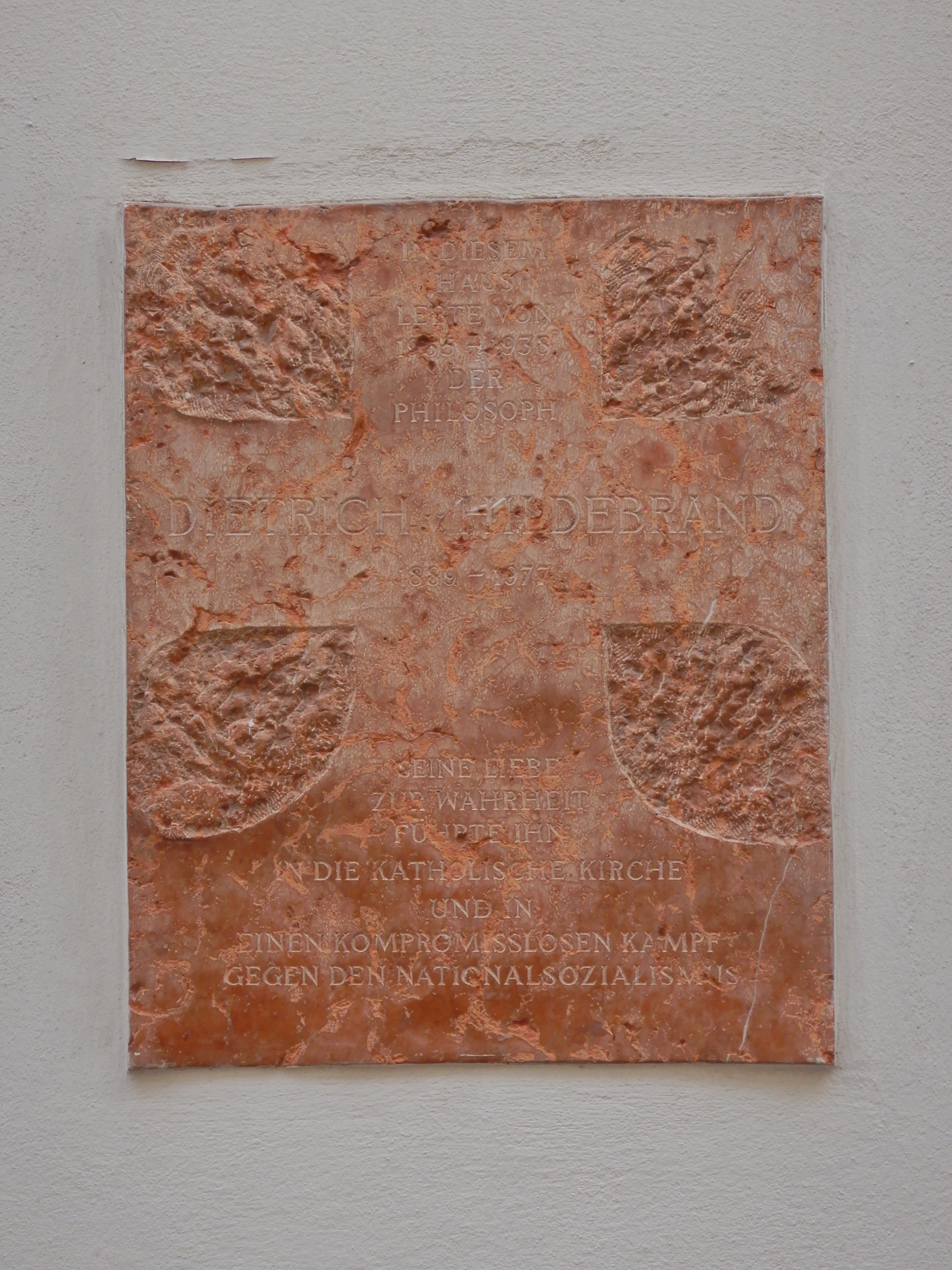
Gedenktafel in Wien

## Leben
Dietrich von Hildebrand wuchs in Florenz in einer deutschen Künstlerfamilie auf. Sein Vater war der bekannte Bildhauer Adolf von Hildebrand. Er studierte in München und Göttingen Philosophie und promovierte bei Edmund Husserl. 1914 trat der (nominell protestantische) 25-Jährige zum katholischen Glauben über. Von 1918 bis 1933 war er Professor für Philosophie an der Universität München; einer seiner Schüler dort war Balduin Schwarz. Unter dem Einfluss von Adolf Reinach und Max Scheler entwickelte er eine katholisch geprägte, phänomenologische Wertphilosophie.
Aus seiner Überzeugung vom unbedingten Wert der Person gegenüber jedem Kollektiv heraus lehnte Hildebrand Nationalismus und Kommunismus gleichermaßen strikt ab. So trat er schon in den 1920er Jahren radikal sowohl gegen Hitler und den Nationalsozialismus als auch gegen den bis in kirchliche Kreise weit verbreiteten Antisemitismus auf und emigrierte daher infolge der nationalsozialistischen Machtergreifung im März 1933 nach Florenz und dann im September desselben Jahres nach Wien. Dort gründete und redigierte er mit Unterstützung des diktatorisch regierenden österreichischen Bundeskanzlers Engelbert Dollfuß das anti-nationalsozialistische Wochenblatt Der christliche Ständestaat. In dieser Zeitung trat Hildebrand nicht nur gegen den Nationalsozialismus, sondern auch gegen Rassenlehre und Antisemitismus auf. Aufgrund dieser Tätigkeit wurde er in Deutschland auf eine Todesliste gesetzt.
Nach dem Anschluss Österreichs an das Deutsche Reich 1938 floh Hildebrand zunächst über die Schweiz nach Frankreich, wo er bis zur deutschen Besetzung Frankreichs im Jahre 1940 an der Katholischen Universität von Toulouse lehrte. Danach hielt er sich zunächst versteckt, bis es ihm durch französische Hilfe (u. a. von Edmond Michelet) gelang, zusammen mit seiner Frau, seinem Sohn und seiner Schwiegertochter nach Portugal zu fliehen. Von dort gelangte er über Brasilien nach New York, wo er an der privaten Jesuiten-Hochschule Fordham University in Rose Hill, in der Bronx, eine langjährige philosophische Lehrtätigkeit aufnahm. 1960 wurde er emeritiert und widmete den Rest seines Lebens wissenschaftlicher Tätigkeit. Er schrieb seine Bücher sowohl auf Englisch als auch auf Deutsch, u. a. mehrere Werke über die innerkirchliche Krise nach dem Zweiten Vatikanischen Konzil.
Dietrich von Hildebrand war in erster Ehe mit Margarete Denck verheiratet. Mit ihr hatte er einen Sohn, Franz. Nach Margaretes Tod 1957 heiratete er 1959 die 34 Jahre jüngere Alice Jourdain, die bei ihm studiert hatte. Der Ethnologe Martín von Hildebrand ist ein Enkel von ihm. Er war Mitglied der Studentenverbindung K. Ö. L. Starhemberg im Akademischen Bund Katholisch-österreichischer Landsmannschaften.
Papst Pius XII., mit dem er freundschaftlich verbunden war, nannte ihn „Kirchenlehrer des 20. Jahrhunderts“.

## Schriften
- Die Idee der sittlichen Handlung. In: Jahrbuch für Philosophie und phänomenologische Forschung, Band 3, 1916, S. 126–251. Vollständiger Abdruck der phil. Dissertation, Göttingen 1913. PDF
- Sittlichkeit und ethische Werterkenntnis. Eine Untersuchung über ethische Strukturprobleme. In: Jahrbuch für Philosophie und phänomenologische Forschung, Band 5, 1922, S. 462–602. Habilitationsschrift. PDF
- Reinheit und Jungfräulichkeit. Oratoriums Verlag, Köln 1927.
- Die Ehe. Verlag Ars Sacra, München 1929.
- Metaphysik der Gemeinschaft. Haas & Grabherr, Augsburg 1930.
- Zeitliches im Lichte des Ewigen. Gesammelte Abhandlungen und Vorträge. Josef Habbel, Regensburg 1932.
- Liturgie und Persönlichkeit Anton Pustet, Salzburg 1933.
- Sittliche Grundhaltungen. Matthias Grünewald Verlag, Mainz 1933.
- Engelbert Dollfuß. Ein katholischer Staatsmann. Anton Pustet, Salzburg 1934.
- The War against Hitler (Including a Special Analysis of the Character of France). Plon 1940.
- Die Umgestaltung in Christus. Benziger & Co., Einsiedeln, Köln 1940. 1. und 2. Auflage unter dem Pseudonym Peter Ott.
- Die sittlichen Grundlagen der Völkergemeinschaft. Josef Habbel, Regensburg 1946
- Der Sinn philosophischen Fragens und Erkennens. Peter Hanstein, Bonn 1950.
- Christian Ethics. David McKay, New York 1953.
  - Christliche Ethik, Patmos, Düsseldorf 1959. Deutsche Übersetzung.
- Die Menschheit am Scheideweg. Gesammelte Abhandlungen und Aufsätze. Karla Mertens (Herausgeberin), Josef Habbel, Regensburg 1955.
- What Is Philosophy? Bruce Publishing, Milwaukee 1960, 2. Auflage Franciscan Herald Press, Chicago 1973.
  - Was ist Philosophie? Gesammelte Werke, Band I. Kohlhammer, Stuttgart 1974.
- Trojan Horse in the City of God. Franciscan Herald Press, Chicago 1967
  - Das trojanische Pferd in der Stadt Gottes. Josef Habbel, Regensburg 1968. Deutsche Übersetzung.
- Der verwüstete Weinberg. Josef Habbel, Regensburg 1973.
- Idolkult und Gotteskult. Gesammelte Werke, Band VII. Josef Habbel, Regensburg 1974.
- Ästhetik. 1. Teil. Gesammelte Werke, Band V. Kohlhammer, Stuttgart 1977.
- Ästhetik. 2. Teil. Gesammelte Werke, Band VI. Kohlhammer, Stuttgart 1984.
- Moralia. Gesammelte Werke, Band IX. Josef Habel, Regensburg 1980.
- Memoiren und Aufsätze gegen den Nationalsozialismus 1933–1938. Hrsg. von Ernst Wenisch. Mainz 1994.